# Flogiston
Flogiston (från grekiskans φλογιστόν, neutrum av φλογιστός, "brännbar"; ytterst av φλόξ, "flamma") var namnet på ett hypotetiskt ämne som man förr trodde ingick i alla brännbara ämnen och som antogs försvinna när dessa förbrändes. Den kvarvarande askan betraktades enligt denna föreställning som renare och mer grundläggande än det ursprungliga ämnet. Flogiston betraktades närmast som ett grundämne, och rena metaller troddes vara en förening mellan flogiston och metalloxider (så kallade kalker).
Flogistonhypotesen grundlades av den tyske kemisten Georg Ernst Stahl i början av 1700-talet, och förblev förhärskande fram till mitten av 1770-talet då den franske kemisten Antoine Laurent de Lavoisier förklarade att förbränning i själva verket är oxidering, det vill säga att ett ämne förenar sig kemiskt med syre (som då nyligen hade upptäckts).  Förkastandet av flogistonteorin innebar en så total omvälvning av kemins grundläggande föreställningar att det brukar omnämnas som den kemiska revolutionen.
Det fanns även kemister som delvis bekände sig till flogistonteorin exempelvis Johan Gadolin. Denna kemist ansåg att vid förbränning förenade sig den brännbara kroppen med syre, men att det samtidigt avgav flogiston som var ovägbar samt att flogiston utgjorde huvudbeståndsdelen av ljuset.